# District de Hương Sơn
 Hương Sơn (Huyện Hương Sơn) est un district de la province du Hà Tĩnh au Viêt Nam. 

## Présentation
Le district a pour chef-lieu les villes de Phố Châu et de Tây Sơn. La superficie du district est de 950,2 km2.

## Démographie
La population du district était de 119,240 habitants en 2005.
L'ethnie Kinh est prédominante.

## Subdivisions
Gồm 2 thị trấn: Phố Châu và Tây Sơn, 30 xã: Sơn Tây, Sơn Kim 1, Sơn Kim 2, Sơn Hồng, Sơn Lĩnh, Sơn Diệm, Sơn Quang, Sơn Giang, Sơn Lâm, Sơn Hàm, Sơn Trung, Sơn Phú, Sơn Trường, Sơn Phúc, Sơn Mai, Sơn Thủy, Sơn Bằng, Sơn Ninh, Sơn Thịnh, Sơn Hòa, Sơn An, Sơn Lễ, Sơn Tiến, Sơn Châu, Sơn Bình, Sơn Hà, Sơn Trà, Sơn Long, Sơn Tân, Sơn Mỹ.